# Legio VIII Augusta
Legio VIII Augusta – rzymski legion założony przez Pompejusza w 65 p.n.e., obdarzony tytułem Augusta przez cesarza Oktawiana około roku 25 p.n.e..
Za rządów Oktawiana stacjonował w Panonii, zaś za Hadriana w prowincji Germania Superior.